# Nicolae Tilihoi
Nicolae Tilihoi (n. 9 decembrie 1956, Brăila, România – d. 25 martie 2018, Craiova, România) a fost un fotbalist român care a jucat pe postul de fundaș central pentru Universitatea Craiova.

## Cariera internațională
Tilihoi a avut zece apariții pentru Echipa de seniori a României între 1979 și 1981.

## Decesul
Tilihoi a murit devreme în dimineața zilei de 25 martie 2018, la vârsta de 61 de ani, după ce s-a luptat timp de mai mulți ani cu o boală incurabilă. A fost înmormântat două zile mai târziu în Craiova.

## Legături externe
- Nicolae Tilihoi la romaniansoccer.ro